# 街角ステーション 僕らのラジオ
街角ステーション 僕らのラジオ（まちかどステーションぼくらのラジオ）は、ラジオ大阪で2006年10月2日から2011年3月31日まで月曜から木曜の夜18時から夜20時26分の2時間26分に渡って生放送された音楽&情報番組である。

## 概要
これまでラジオ大阪は15時から17時30分まで「NEWSワンダーランド」、18時から20時30分には「バンザイ歌謡曲それッ!」を放送していたが、それを統合し再スタートしたものである。これまでの歌謡曲のゲストとのトークは縮小されるが、その分を最新のニュースやラジオカーから近畿各地の旬の話題をレポートしたり、時間帯によって箱番組を挿入しながら展開する。
2007年4月より、20時台の「看板娘ホッピー・ミーナの HOPPY HAPPY BAR」と続いて放送されていた箱番組が分離して、終了時間が34分繰り上がり、さらに同年10月、15時に「SANKEI EXPRESS NEWS」が分離したため、開始時間が5分繰り下がった。

2010年4月5日より、新番組「高岡美樹のべっぴんラジオ」(15:05〜17:00)開始と「ニュース・パレード」が分離するため、17:15開始の3時間10分に短縮された。2010年6月より、「高岡美樹のべっぴんラジオ」が17:30まで拡大した為、18時開始となり、2年9ヶ月振りの定時放送となった。
2011年3月31日をもって放送終了。マツケイは「News Tonight いいおとな」に異動する。後継番組は小川真由アナ司会の「真由のミュージックコンテナ」。
ニッポン放送他、AMラジオ12局で放送のトヨタ街角ステーションとは無関係（ラジオ大阪のサービスエリア内ではMBSラジオと和歌山放送で放送）で、当番組内にはトヨタ自動車・販売会社がコーナー提供している番組も無い。
下記に記すように箱番組を多く放送している。

## パーソナリティ
- 松本恵治（ラジオ大阪アナウンサー、開始当初は水・木担当。2009年4月より「出発進行!マツケイです」終了に伴い、全曜日担当となる。）

### 過去のパーソナリティ
- 高岡美樹（肩書きは「ラジオ女優」月・火担当）- 2009年4月より「サタデーらじお高岡美樹です」開始に伴い降板。2010年4月よりの新番組(前述)のパーソナリティとなる。ちなみに2009年8月26日に夏季休暇を取った松本アナの代役で一時復帰。
- 奥井ともこ(タレント。木曜日のコーナー"週末わくわく列車"に出演。)

### ピンチヒッター(代役)
- 水野清文 (2010年9月14日〜16日、10月11日〜11月4日)
- 原田年晴 (2010年9月13日)
- 高橋征二 (2009年8月27日)
- 乾龍介 (2009年8月26日)
- 南かおり (2009年8月24日、2010年8月3日、4日）

## 過去のラジオカーレポーター
- 笑福亭たま
- 旭堂南湖

## タイムテーブル

### 番組終了時点
- 18:15 カバー名曲アワー(木曜日のみ)
  - 毎週さまざまなカバー曲を放送し、誰が歌っているのかを当てるクイズ形式のコーナー。
人気コーナーではあるものの、分かる人と分からない人の差が大きく、好き嫌いが大きく分かれるコーナーでもある。
コーナー終了後から番組終了まで随時、メールとFAXで寄せられた答え合わせを行っており、場合によってはヒントが出ることもある。賞品のクオカードについてはハガキの応募のみ有効となる。
- 18:30 - 19:00【箱番組】 ミュージックギフト〜音楽・地球号（文化放送、ナイターオフ期）
- 19:00 SANKEI EXPRESS NEWS・天気予報
- 19:10ごろ 【箱番組(火曜除く。火曜は「ビンゴでライブラリー」を放送。)】
  - 月曜日：ミスターサンタオ福禄寿
  - 水曜日：ホースフレンズ〜ライフ・イズ・ビューティフル
  - 木曜日：REENAL by りそな総合研究所　関西のるつぼ
- 19:25ごろ 僕ラジホットコーナー
- 19:30ごろ 僕らのインフォメーション
- 19:40ごろ ゲストコーナー
- 19:40ごろ(ゲストがいない場合のみ) 全国ご当地ソング僕ラジマップ
全国47都道府県からひとつを選び、その都道府県に関係するエピソードや曲を紹介。
- 20:00 日替わりコーナー
  - 月曜日 僕らのアニメソング
  - 火曜日 絶品!畑違い、かけなきゃソング
  - 水曜日 B面名曲発掘隊
  - 木曜日 懐かしのL盤コンサート
- 20:23 エンディング

### 2010年4月〜9月
- 17:30 【箱番組】どうですか歌謡曲（ニッポン放送制作）
- 17:40 【箱番組】ラジナビ
- 17:45 - 18:00 - 4月から5月までの間は以下が当番組に内包されていた。
  - 月曜日【箱番組】ラジオでんでんタウン
  - 火曜日【箱番組】もっと知りたいOBC
  - 水曜日【箱番組】ドクトルかっちゃん 笑顔で元気
  - 木曜日【箱番組】水森かおりの歌謡紀行
- 18:00(6月より18:03) SANKEI EXPRESS NEWS、天気予報、交通情報
- 18:10 ナイター情報
- 18:20 日替わりコーナー
  - 月曜日 マイ・フェイバリットシンガー・フロム・ヘブン
  - 火曜日 誰なんだー!? - 木曜日に放送されるカバー名曲アワーと同じく、誰が歌っているか当てるクイズ形式のコーナー
  - 水曜日 僕らのファーストレコード
  - 木曜日 カバー名曲アワー
- 19:00 SANKEI EXPRESS NEWS、天気予報
  - 19:10ごろ 【箱番組(火曜除く。火曜は「ビンゴでライブラリー」を放送。)】
  - 月曜日：ミスターサンタオ福禄寿
  - 水曜日：ホースフレンズ〜ライフ・イズ・ビューティフル
  - 木曜日：REENAL by りそな総合研究所　関西のるつぼ
- 19:25ごろ 僕ラジホットコーナー
- 19:30ごろ 僕らのインフォメーション
- 19:40ごろ ゲストコーナー、ゲストがいない場合は全国ご当地ソング僕ラジマップ
全国47都道府県からひとつを選び、その都道府県に関係するエピソードや曲を紹介。
- 20:00 日替わりコーナー
  - 月曜日 僕らのアニメソング
  - 火曜日 絶品!畑違い、かけなきゃソング
  - 水曜日 B面名曲発掘隊
  - 木曜日 懐かしのL盤コンサート
- 20:23 エンディング

### 2010年3月まで
- 15:30ごろ 僕らのインフォメーション
- 15:50ごろ ダイヤル119 - 大阪市消防局からのお知らせ
- 16:00 夕刊フジ最終便 - 夕刊フジのデスクと電話をつなぎ、その日の主な記事の一部を紹介
以上3コーナーは祝日は放送休止しリクエスト曲に差し替える
- 16:07ごろ アメダス天気予報・交通情報
- 16:10ごろ 日替わりコーナー
  - 月曜日 僕らのプレミアムシネマ
  - 火曜日 マイ・フェイバリットシンガー・フロム・ヘブン - 既に他界してしまったアーティスト・作詞家を紹介し、関係する曲とエピソードを紹介するコーナー。
  - 水曜日 僕らのファーストレコード
  - 木曜日 カバー名曲アワー
- 16:25 - 16:35 ラジオショッピング
- 16:35ごろ 天気予報・交通情報
- 16:40ごろ リビングトーク（サンケイリビング新聞社協力）
- 17:00 - 17:13【箱番組】 ニュース・パレード（文化放送製作）（金曜日も同時間帯に放送）
- 17:25ごろ 交通情報
- 17:30 - 17:39【箱番組】 どうですか歌謡曲（ニッポン放送製作）（金曜日も同時間帯に放送）
- 17:40 - 17:44【箱番組】 ラジナビ(金曜日も同時間帯に放送)
- 17:45 - 18:00
  - 月曜日【箱番組】 ラジオでんでんタウン
  - 火曜日【箱番組】 もっと知りたいOBC
  - 木曜日【箱番組】 中村俊一の教育BOX
- 18:00 SANKEI EXPRESS NEWS・天気予報・交通情報
- 18:15 - 18:19【箱番組】 ビタミント（金曜日も同時間帯に放送）
- 18:30 - 19:00【箱番組】 ミュージックギフト〜音楽・地球号（文化放送、ナイターオフ期）
- 19:00 SANKEI EXPRESS NEWS・天気予報
- 19:05 ビンゴでライブラリー
- 19:05 - 19:20 水曜 【箱番組】ホースフレンズ〜ライフイズビューティフル〜
- 19:25ごろ テイチクホットコーナー
- 19:40ごろ ゲストコーナー、ゲストがいない場合全国ご当地ソング僕ラジマップ
全国47都道府県からひとつを選び、その都道府県に関係するエピソードや曲を紹介。
- 20:00 日替わりコーナー
  - 月曜日 僕らのアニメソング
  - 火曜日 絶品!畑違い、かけなきゃソング
  - 水曜日 B面名曲発掘隊
  - 木曜日 懐かしのL盤コンサート

## 過去のコーナー
- グリーン110番
  - 大阪府警の広報番組。ダイヤル119の後に放送されていた。
- 僕らのプレミアムコンサート
  - 毎週リスナーから寄せられたコンサートの思い出を紹介しながら、当時のライブ音源を放送するコーナー。
- ドクター西川潔の幸せクリニック（水曜17:45）
- 週末わくわく列車(木曜18:30)
- VIPアメージングインタビュー（木曜19:05）